# サンダーセプター
『サンダーセプター』は、1986年7月にナムコ（後のバンダイナムコエンターテインメント）がアーケードゲーム用として発表したフロントビュー型シューティングゲーム。同年12月には、面数や構成・フィーチャーが改定され、新たに画面が立体的に見える液晶シャッター式3Dスコープが追加された『3DサンダーセプターII』も発表された。

## 概要
『ポールポジション』の筐体を改造して使う再利用企画でもあり、大型筐体を使った体感ゲームだが筐体自体は可動しない。座席に座り、操縦桿とそれに取り付けられた2つのボタンとアクセルペダルで自機「サンダーセプター」を操作する。
作曲担当は中潟憲雄。
家庭用への移植は長らく行われていなかったが、2022年にアーケードアーカイブスの1作品としてPlayStation 4版とNintendo Switchにて初移植された。

## ストーリー
銀河系内の各星間がハイパーウェイと呼ばれるエネルギー通路でつながれていた西暦7650年。銀河連邦宇宙軍と異形生命体エイリアンとの戦争は、エイリアン側の圧倒的優位のまま継続している。
連邦宇宙軍は起死回生の最終兵器としてV-28を開発した。しかしV-28を作動させるために必要な特殊鉱物ゲルトニウムは、すでにエイリアンの手に落ちた惑星ケルベロスにしかない。
激しい戦闘の後、残されたジムリッターは、ゲルトニウムを届けるため、ハイパーウェイ専用航宙機サンダーセプターを駆って、妨害するエイリアンと戦いながら、ただひとり連邦宇宙軍基地へ向かう。

## ゲーム内容
プレイヤーはサンダーセプターを操縦して、POWERが切れる前にハイパーウェイの最後までたどりつけば面クリアとなる。全4面、一周エンド。コンティニューは不可。
サンダーセプターはブラスターとナパームボムの2種類の武器を持っている。前者は連続発射可能で、赤色の敵を1発で、紫は2発、緑は3発、黄は4発で破壊できる。後者は、1面で5発しか使えない強力な弾で、一度に多くの敵を破壊することが可能。
敵はフリゲート、デストロイヤー、クルーザー、バトルシップの4カテゴリ。面クリア時、それぞれの破壊数に応じてPOWERが補給される。
POWERは満タンで32セグメント、約2秒につき1ずつ減少するため、各面約64秒以内にゴールする必要がある（敵弾や障害物との接触でPOWERは減らないが、数秒の足留めとなってしまう）。POWERが切れてしまうとゲームオーバー。

### IとIIのちがい
以下にIIでの変更要素を記す。
- 立体視に対応。ディップスイッチの設定で、立体視をオフにすることもできる。
- 全6面構成に刷新。新しい敵や障害物を追加。
- 障害物がナパームボムで破壊可能になった。
- 分岐路の登場。再び合流するまで、異なるコースには移動できない。
- 高速で走行できる白いコースの登場。2面と4面に設置。
- ハイパーウェイ上に模様が追加。
  - ゴール付近では「9」から始まるカウントダウンの数字が書かれている。
  - ゴールにチェッカー柄の模様が描かれている。
  - 分岐路の始点と終点に、分岐および合流を示す矢印がある。
- ブラスターが障害物に当たった際、専用の音が鳴るようになった。
- 味方補給機の追加。特定状況下および2面と5面の特定地点で後方より出現し、アイテムを置いていく。
  - B：一定時間無敵となるバリアを張る。
  - E：POWERを補充。POWERが著しく少ない場合に出現。
- ステージクリア時のPOWER補充が、敵の破壊数にかかわらず一定となった。

## 移植版
| No. | タイトル             | 発売日        | 対応機種                      | 開発元 | 発売元     | メディア                              | 備考                             |
| --- | -------------------- | ------------- | ----------------------------- | ------ | ---------- | ------------------------------------- | -------------------------------- |
| 1   | サンダーセプター     | 2022年6月30日 | PlayStation 4 Nintendo Switch | ナムコ | ハムスター | ダウンロード (アーケードアーカイブス) | 中潟憲雄による新BGMを追加        |
| 2   | 3DサンダーセプターII | 2023年3月16日 | PlayStation 4 Nintendo Switch | ナムコ | ハムスター | ダウンロード (アーケードアーカイブス) | PS4版はアップデートでPS VRに対応 |

### アーケードアーカイブス版
原作の作曲を手がけた中潟憲雄による新BGMを収録。「こだわり設定」では新BGMへの切り替えのほか、ゲームスピードの調整、ネームエントリーの文字選択方法、POWERの減少速度を遅くするかの設定が可能（ただし、減少速度低下の項目をオンにするとオンラインランキングへの登録が不可になる）。
アクセルペダルに当たる速度操作は、ボタン設定でアクセルのタイプという形で、スティックによるアナログ操作か、ボタン押し続けもしくはボタン押し毎の加速オンオフが選択可能（尚、PS4版に限りR2トリガーによるアナログ操作が可能）また、操縦桿の操作感度を個別に設定可能。